# Swertia tenuis
Swertia tenuis là một loài thực vật có hoa trong họ Long đởm. Loài này được T.N. Ho & S.W. Liu miêu tả khoa học đầu tiên năm 1988.